# Joseph Rabban

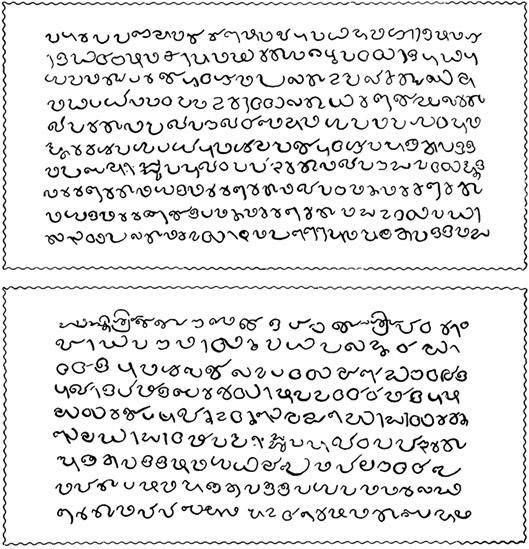
Iscrizione dalla lastra indiana di rame, detta Sāsanam, che ricorda i diritti di cui fruiva Joseph

Joseph Rabban (VIII secolo – VIII secolo) è stato un mercante e viaggiatore yemenita di cultura ebraica.

## Biografia
Noto come "il Siriano", Joseph Rabban (in ebraico-malayalam: Isuppu Irabbân) fu un mercante ebreo, forse originario dello Yemen, che giunse sulle coste del Malabar (oggi India) a metà dell'VIII secolo. Secondo la tradizione degli ebrei di Cochin, a Joseph fu assicurato il rango di "principe" di tutti gli ebrei di Cochin dal signore Chera Bhaskara Ravivarman II.
A lui fu assicurato il governo di un piccolo principato chiamato Anjuvannam (per gli estranei al sistema delle caste indù), vicino Cranganore, e i diritti per costruire "case libere". Tali diritti furono incisi su tavolette di bronzo, note come "Tavole ebraiche di rame" (Sāsanam), che sopravvivono ancor oggi e che sono sotto la custodia della comunità ebraica dell'India. La data del documento può essere indicata verso il 750 all'incirca. Non è possibile, per ragioni paleografiche, che esso sia più antico e neppure che la data sia successiva al 774, visto che un documento similare, accordato alla Chiesa d'Oriente (nestoriani), fu all'epoca copiato dal Sāsanam.
I discendenti di Joseph continuarono a esercitare il governo degli ebrei delle coste del Malabar fin quando scoppiò un conflitto tra uno dei suoi discendenti, Joseph Azar, e suo fratello negli anni quaranta del XIV secolo.
Le ostilità condussero all'intervento i potentati confinanti e alla soppressione dell'autonomia ebraica nel meridione indiano.
Quando Ariel Sharon, allora Primo ministro d'Israele, visitò l'India nel 2003, ricevette una copia del Sāsanam dal ministro del Turismo del Kerala, K. V. Thomas.